# Copa del Rey 1992/93
Die Copa del Rey 1992/93 war die 89. Austragung des spanischen Fußballpokals.
Der Wettbewerb startete am 23. August 1992 und endete mit dem Finale am 26. Juni 1993 im Estadio Luís Casanova (Valencia). Titelverteidiger des Pokalwettbewerbs war Atlético Madrid. Den Titel gewann Real Madrid durch einen 2:0-Erfolg im Finale gegen Real Saragossa. Damit qualifizierten sich die Königlichen für den Europapokal der Pokalsieger 1993/94.

## Erste Hauptrunde
Die Hinspiele wurden am 23., 29., 30. August und 2. September, die Rückspiele am 30. August und 10. September 1992 ausgetragen.
|                          | Gesamt          |                           | Hinspiel | Rückspiel |
| ------------------------ | --------------- | ------------------------- | -------- | --------- |
| CD Alfaro                | 2:4             | CD Tudelano               | 2:2      | 0:2       |
| CD Peña Spor             | 2:5             | CD Calahorra              | 0:1      | 2:4       |
| SD Almazán               | 3:2             | Real Ávila                | 2:1      | 1:1       |
| SD Ejea                  | 0:1             | Utebo CF                  | 0:0      | 0:1       |
| CA Saguntino             | 3:7             | UD Levante                | 2:2      | 1:5       |
| SD Sueca                 | 4:7             | UD Horadada               | 3:2      | 1:5       |
| FC Ontinyent             | 2:6             | Hércules Alicante         | 1:2      | 1:4       |
| Juventud Cambados        | 1:2             | CD Ourense                | 0:0      | 1:2       |
| Real Titánico            | 0:6             | Real Avilés Industrial    | 0:4      | 0:2       |
| CD Marino                | 4:5             | CD Lealtad                | 0:3      | 4:2       |
| CD Colonia Moscardo      | 0:3             | FC Getafe                 | 0:0      | 0:3       |
| CD Arguineguín           | 01:10           | UD Las Palmas             | 0:3      | 1:7       |
| CA Artajonés             | 1:2             | CD Mirandés               | 1:0      | 0:2       |
| CD Carballiño            | 3:0             | CD Lalín                  | 1:0      | 2:0       |
| UM Escobedo              | 1:4             | Gimnástica de Torrelavega | 0:0      | 1:4       |
| CD Pontejos              | 4:2             | Marina de Cudeyo          | 1:2      | 3:0       |
| CD Laredo                | 4:2             | CD Comillas               | 3:1      | 1:1       |
| CA Malagueño             | 3:4             | UD Melilla                | 2:1      | 1:3       |
| SD Amorebieta            | 3:0             | CD Santurtzi              | 2:0      | 1:0       |
| CD Santuchu              | 0:7             | FC Barakaldo              | 0:3      | 0:4       |
| Zalla UC                 | 0:2             | SD Lemona                 | 0:0      | 0:2       |
| Tolosa CF                | 0:8             | CD Baskonia               | 0:1      | 0:7       |
| Real Unión               | 4:0             | SD Beasain                | 2:0      | 2:0       |
| CD Mosconia              | 2:3             | Caudal Deportivo          | 2:1      | 0:2       |
| UP Langreo               | 2:3             | Club Hispano              | 1:1      | 1:2       |
| SD Huesca                | 5:3             | UD Fraga                  | 2:2      | 3:1       |
| Cultural de León         | 1:8             | UD Salamanca              | 0:3      | 1:5       |
| CD Barco                 | 2:5             | SD Burela                 | 0:3      | 2:2       |
| CD Estradense            | 0:3             | CD Endesa As Pontes       | 0:1      | 0:2       |
| CD Bergantiños           | 1:2             | FC Pontevedra             | 0:1      | 1:1       |
| CD Mármol Macael         | 1:4             | FC Granada                | 1:1      | 0:3       |
| CD Guadalajara           | 0:2             | CD Valdepeñas             | 0:0      | 0:2       |
| UD Oliva                 | 1:3             | FC Elche                  | 1:0      | 0:3       |
| CF Gandía                | 3:5             | Lliria CF                 | 0:2      | 3:3       |
| Gimnástico Alcázar       | 4:1             | CD Toledo                 | 1:0      | 3:1       |
| CP Villarrobledo         | 0:3             | CA Tomelloso              | 0:1      | 0:2       |
| CD Talavera              | 1:4             | UB Conquense              | 0:1      | 1:3       |
| CD Cieza Promesas        | 00:16           | Real Murcia               | 0:2      | 00:14     |
| CD Beniel                | 1:3             | FC Cartagena              | 1:2      | 0:1       |
| Santomera CF             | 1:4             | Yeclano CF                | 0:2      | 1:2       |
| Caravaca CF              | 6:4             | Lorca Deportiva           | 3:1      | 3:3       |
| Águilas CF               | 4:4 (?:? i. E.) | AD Roldán                 | 2:0      | 2:4       |
| UD Montijo               | 3:5             | CP Moralo                 | 1:3      | 2:2       |
| CD Pozoblanco            | 4:2             | CD San Roque              | 2:0      | 2:2       |
| Cristian Lay CF          | 3:2             | CD Plasencia              | 1:1      | 2:1       |
| CP Cacereño              | 2:5             | FC Extremadura            | 0:0      | 2:5       |
| CF Villanovense          | 0:5             | CD Don Benito             | 0:4      | 0:1       |
| Almería CF               | 2:3             | Real Jaén                 | 1:2      | 1:1       |
| UD Orotava               | 1:1 (?:? i. E.) | CD Mensajero              | 1:0      | 0:1       |
| UD Telde                 | 3:4             | CD Maspalomas             | 3:2      | 0:2       |
| CD Mairena               | 3:4             | FC Córdoba                | 2:2      | 1:2       |
| CMD San Juan             | 1:2             | Écija Balompié            | 0:0      | 1:2       |
| Baeza CF                 | 0:2             | Polideportivo Ejido       | 0:1      | 0:1       |
| Vélez CF                 | 1               | FC Málaga                 |          |           |
| CD Los Boliches          | 2:1             | CD Iliturgi               | 2:0      | 0:1       |
| FC Algeciras             | 4:3             | RC Portuense              | 3:2      | 1:1       |
| UD Alzira                | 0:4             | CD Benidorm               | 0:3      | 0:1       |
| Atlético Sanluqueño      | 1:1 (?:? i. E.) | Recreativo Huelva         | 1:1      | 0:0       |
| Real Linense             | 0:2             | Deportivo Xerez           | 0:1      | 0:1       |
| FC Zamora                | 2:3             | CD Numancia               | 1:0      | 1:3       |
| CD Binéfar               | 0:3             | CA Monzón                 | 0:2      | 0:1       |
| UD Barbastro             | 2:2 (?:? i. E.) | CF Hernán Cortés          | 1:0      | 1:2       |
| CF Balaguer              | 3:4             | FC Andorra                | 2:1      | 1:3       |
| CE Premià                | 0:5             | CE Sant Andreu            | 0:1      | 0:4       |
| CD Blanes                | 4:0             | Gimnàstic de Tarragona    | 2:0      | 2:0       |
| UDA Gramenet             | 2:3             | AEC Manlleu               | 2:2      | 0:1       |
| CD Júpiter               | 3:6             | FC Girona                 | 2:1      | 1:5       |
| Granollers EC            | 4:1             | CFJ Mollerussa            | 3:0      | 1:1       |
| Torrent CF               | 0:0 (?:? i. E.) | Torrevieja CF             | 0:0      | 0:0       |
| CD Eldense               | 1:3             | Orihuela Deportivo CF     | 1:1      | 0:2       |
| CD Móstoles              | 1:2             | CD Leganés                | 1:1      | 0:1       |
| SR Villaverde-Boetticher | 1:2             | RSD Alcalá                | 1:0      | 0:2       |
| Rayo Majadahonda         | 3:9             | Real Aranjuez             | 1:3      | 2:6       |
| Atlético Astorga         | 2:6             | Cultural Leonesa          | 0:4      | 2:2       |
| Gimnástica Segoviana     | 2:9             | FC Palencia               | 1:4      | 1:5       |
| CA Bembibre              | 1:3             | SD Ponferradina           | 0:0      | 1:3       |
| CD Fuengirola            | 1:4             | CD Estepona               | 0:3      | 1:1       |
| CD Manacor               | 3:3 (?:? i. E.) | Sporting Mahonés          | 1:1      | 2:2       |
| CD Ferriolense           | 5:2             | SD Portmany               | 4:0      | 1:2       |
| CD Calvià                | 2:4             | CD Atlético Baleares      | 2:0      | 0:4       |
| UD Realejos              | 3:2             | CD Tenerife Sur           | 3:0      | 0:2       |

- Racing de Ferrol, Deportivo Alavés, CE Andorra, SD Ibiza, CD Izarra, Castro FC, CD Alcoyano und UD Gáldar erhielten ein Freilos.

## Zweite Hauptrunde
Die Hinspiele wurden am 17. und 24. September, die Rückspiele am 24. September und 15. Oktober 1992 ausgetragen.
|                      | Gesamt          |                           | Hinspiel | Rückspiel |
| -------------------- | --------------- | ------------------------- | -------- | --------- |
| SD Burela            | 1:7             | CD Ourense                | 0:4      | 1:3       |
| CD Carballiño        | 9:3             | CD Endesa As Pontes       | 6:0      | 3:3       |
| Racing de Ferrol     | 2:1             | FC Pontevedra             | 1:0      | 1:1       |
| CD Lealtad           | 3:5             | Real Avilés Industrial    | 1:2      | 2:3       |
| Caudal Deportivo     | 1:3             | Club Hispano              | 1:1      | 0:2       |
| SD Almazán           | 0:4             | CD Numancia               | 0:0      | 0:4       |
| Cristian Lay CF      | 3:2             | CP Moralo                 | 3:2      | 0:0       |
| CD Mirandés          | 2:5             | CD Tudelano               | 1:2      | 1:3       |
| Real Unión           | 1:3             | Deportivo Alavés          | 0:1      | 1:2       |
| SD Lemona            | 1:4             | FC Barakaldo              | 0:2      | 1:2       |
| SD Huesca            | 0:6             | CE Andorra                | 0:1      | 0:5       |
| CA Monzón            | 4:5             | CF Hernán Cortés          | 1:2      | 3:3       |
| CD Blanes            | 1:6             | CE Sant Andreu            | 0:4      | 1:2       |
| Granollers EC        | 1:2             | AEC Manlleu               | 1:1      | 0:1       |
| FC Andorra           | 2:5             | FC Girona                 | 1:3      | 1:2       |
| Hércules Alicante    | 6:3             | UD Levante                | 3:0      | 3:3       |
| Real Aranjuez        | 4:0             | RSD Alcalá                | 2:0      | 2:0       |
| Cultural Leonesa     | 0:1             | UD Salamanca              | 0:0      | 0:1       |
| FC Palencia          | 1:4             | SD Ponferradina           | 1:2      | 0:2       |
| Gimnástico Alcázar   | 3:3 (?:? i. E.) | CD Valdepeñas             | 3:2      | 0:1       |
| CD Atlético Baleares | 1:3             | SD Ibiza                  | 1:3      | 0:0       |
| CD Manacor           | 3:2             | CD Ferriolense            | 1:0      | 2:2       |
| CD Calahorra         | 5:1             | CD Izarra                 | 3:0      | 2:1       |
| CD Don Benito        | 2:4             | FC Extremadura            | 0:1      | 2:3       |
| Castro FC            | 3:5             | Gimnástica de Torrelavega | 3:1      | 0:4       |
| CD Pontejos          | 2:3             | CD Laredo                 | 1:0      | 1:3       |
| Lliria CF            | 2:3             | CD Alcoyano               | 1:2      | 1:1       |
| CD Benidorm          | 2:1             | Orihuela Deportivo CF     | 1:0      | 1:1       |
| Torrevieja CF        | 0:0 (?:? i. E.) | FC Elche                  | 0:0      | 0:0       |
| Caravaca CF          | 0:5             | Real Murcia               | 0:0      | 0:5       |
| AD Roldán            | 0:2             | Yeclano CF                | 0:2      | 0:0       |
| Vélez CF             | 1:7             | Real Jaén                 | 1:2      | 0:5       |
| CD Los Boliches      | 1:4             | UD Melilla                | 1:1      | 0:3       |
| CD Estepona          | 1:3             | FC Granada                | 1:0      | 0:3       |
| CD Pozoblanco        | 0:4             | FC Córdoba                | 0:2      | 0:2       |
| Recreativo Huelva    | 1:3             | Deportivo Xerez           | 1:1      | 0:2       |
| UB Conquense         | 13:4 1          | CA Tomelloso              | 3:2      | 0:2       |
| UD Gáldar            | 1:2             | UD Las Palmas             | 1:1      | 0:1       |
| UD Realejos          | 3:2             | CD Mensajero              | 0:0      | 3:2       |
| FC Algeciras         | 4:5             | Écija Balompié            | 1:3      | 3:2       |
| SD Amorebieta        | 3:4             | CD Baskonia               | 1:4      | 2:0       |
| CD Leganés           | 1:4             | FC Getafe                 | 0:2      | 1:2       |

- FC Cartagena, CD Maspalomas, Polideportivo Ejido, UD Horadada und Utebo CF erhielten ein Freilos.

## Dritte Hauptrunde
Die Hinspiele wurden zwischen dem 1. und 29. Oktober, die Rückspiele zwischen dem 22. Oktober und 19. November 1992 ausgetragen.
|                           | Gesamt          |                        | Hinspiel | Rückspiel |
| ------------------------- | --------------- | ---------------------- | -------- | --------- |
| CD Carballiño             | 1:3             | FC Barakaldo           | 1:0      | 0:3       |
| Hércules Alicante         | 1:2             | UE Lleida              | 1:1      | 0:1       |
| Écija Balompié            | 2:4             | CD Lugo                | 0:1      | 2:3       |
| Club Hispano              | 0:4             | CD Logroñés            | 0:2      | 0:2       |
| CD Tudelano               | 02:10           | Rayo Vallecano         | 1:4      | 1:6       |
| AEC Manlleu               | 1:2             | Espanyol Barcelona     | 1:1      | 0:1       |
| Racing de Ferrol          | 2:4             | CD Badajoz             | 1:3      | 1:1       |
| CD Numancia               | 3:4             | UE Figueres            | 1:1      | 2:3       |
| CE Sant Andreu            | 2:7             | RCD Mallorca           | 1:2      | 1:5       |
| Real Murcia               | 2:3             | Real Oviedo            | 0:3      | 2:0       |
| CE Andorra                | 3:6             | FC Villarreal          | 2:1      | 1:5       |
| Gimnástica de Torrelavega | 0:4             | CD Castellón           | 0:0      | 0:4       |
| SD Ibiza                  | 1:3             | Real Valladolid        | 1:3      | 0:0       |
| FC Girona                 | 3:5             | Racing Santander       | 2:2      | 1:3       |
| CD Manacor                | 1:2             | CE Sabadell            | 1:1      | 0:1       |
| FC Córdoba                | 4:2             | Real Avilés Industrial | 3:0      | 1:2       |
| Cristian Lay CF           | 0:5             | CP Mérida              | 0:3      | 0:2       |
| Utebo CF                  | 1:6             | Albacete Balompié      | 0:1      | 1:5       |
| UD Horadada               | 02:10           | Deportivo La Coruña    | 1:1      | 1:9       |
| CD Calahorra              | 0:5             | Betis Sevilla          | 0:2      | 0:3       |
| Polideportivo Ejido       | 0:6             | FC Cádiz               | 0:3      | 0:3       |
| FC Granada                | 0:3             | FC Cartagena           | 0:1      | 0:2       |
| SD Compostela             | 4:1             | UD Melilla             | 3:0      | 1:1       |
| Gimnástico Alcázar        | 4:3             | SD Eibar               | 3:1      | 2:3       |
| CD Alcoyano               | 2:5             | Real Burgos            | 1:3      | 1:2       |
| CD Benidorm               | 4:3             | Celta Vigo             | 0:0      | 4:3       |
| CD Baskonia               | 1:2             | CD Ourense             | 1:0      | 0:2       |
| Deportivo Alavés          | 3:4             | Sporting Gijón         | 3:1      | 0:3       |
| FC Getafe                 | 3:5             | CA Osasuna             | 3:2      | 0:3       |
| CF Hernán Cortés          | 1               | UD Las Palmas          |          |           |
| CD Laredo                 | 2               | FC Palamós             |          |           |
| Real Aranjuez             | 1:3             | CD Teneriffa           | 0:2      | 1:1       |
| Deportivo Xerez           | 1:0             | Athletic Bilbao        | 1:0      | 0:0       |
| FC Extremadura            | 2:1             | Sestao SC              | 0:1      | 2:0       |
| UD Salamanca              | 2:2 (?:? i. E.) | Torrevieja CF          | 0:1      | 2:1       |
| Yeclano CF                | 1:2             | Real Jaén              | 0:1      | 1:1       |
| CD Maspalomas             | 0:1             | CA Marbella            | 0:1      | 0:0       |
| SD Ponferradina           | 0:6             | FC Sevilla             | 0:3      | 0:3       |
| UD Realejos               | 5:1             | UB Conquense           | 4:0      | 1:1       |

## Vierte Hauptrunde
Die Hinspiele wurden zwischen dem 2. und 9. Dezember 1992, die Rückspiele zwischen dem 8. Dezember 1992 und 6. Januar 1993 ausgetragen.
|                    | Gesamt          |                     | Hinspiel | Rückspiel |
| ------------------ | --------------- | ------------------- | -------- | --------- |
| UD Realejos        | 1:5             | Albacete Balompié   | 1:3      | 0:2       |
| Real Valladolid    | 2:2 (4:3 i. E.) | Real Burgos         | 1:1      | 1:1       |
| CA Marbella        | 1:7             | CA Osasuna          | 0:3      | 1:4       |
| Gimnástico Alcázar | 0:7             | FC Sevilla          | 0:2      | 0:5       |
| FC Villarreal      | 6:3             | Espanyol Barcelona  | 1:2      | 5:1       |
| FC Extremadura     | 6:1             | FC Cádiz            | 5:1      | 1:0       |
| FC Barakaldo       | 3:5             | CE Sabadell         | 2:1      | 1:4       |
| CD Benidorm        | 3:4             | Betis Sevilla       | 2:2      | 1:2       |
| Racing Santander   | 3:8             | Real Oviedo         | 1:5      | 2:3       |
| RCD Mallorca       | 2:1             | CD Castellón        | 2:0      | 0:1       |
| Real Jaén          | 1:1 (?:? i. E.) | CD Logroñés         | 0:0      | 1:1       |
| CD Ourense         | 1:2             | UE Figueres         | 1:0      | 0:2       |
| FC Cartagena       | 1:0             | CD Badajoz          | 1:0      | 0:0       |
| FC Córdoba         | 2:3             | CD Lugo             | 1:1      | 1:2       |
| UD Las Palmas      | 3:4             | SD Compostela       | 2:2      | 1:2       |
| Deportivo Xerez    | 1:1 (4:5 i. E.) | FC Palamós          | 0:1      | 1:0       |
| CP Mérida          | 1:1 (4:3 i. E.) | Deportivo La Coruña | 1:0      | 0:1       |
| Torrevieja CF      | 1:5             | CD Teneriffa        | 1:0      | 0:5       |
| Rayo Vallecano     | 2:4             | Sporting Gijón      | 1:0      | 1:4       |

- UE Lleida erhielt ein Freilos.

## Fünfte Hauptrunde
Die Hinspiele wurden am 13. Januar, die Rückspiele am 20. Januar 1993 ausgetragen.
|                | Gesamt          |                   | Hinspiel | Rückspiel |
| -------------- | --------------- | ----------------- | -------- | --------- |
| Betis Sevilla  | 2:6             | Real Oviedo       | 2:1      | 0:5       |
| FC Cartagena   | 2:6             | Real Valladolid   | 1:2      | 1:4       |
| FC Extremadura | 2:1             | CE Sabadell       | 2:1      | 0:0       |
| Real Jaén      | 2:2 (5:4 i. E.) | UE Figueres       | 2:1      | 0:1       |
| UE Lleida      | 1:1 (4:3 i. E.) | FC Palamós        | 0:0      | 1:1       |
| CD Lugo        | 0:3             | Albacete Balompié | 0:3      | 0:0       |
| RCD Mallorca   | 4:4 (6:5 i. E.) | CD Teneriffa      | 1:3      | 3:1       |
| CP Mérida      | 1:2             | FC Sevilla        | 0:1      | 1:1       |
| Sporting Gijón | 4:3             | CA Osasuna        | 4:1      | 0:2       |
| FC Villarreal  | 1:0             | SD Compostela     | 0:0      | 1:0       |

## Achtelfinale
Die Hinspiele wurden am 3. und 4. Februar, die Rückspiele am 17. und 18. Februar 1993 ausgetragen.
|                 | Gesamt          |                   | Hinspiel | Rückspiel |
| --------------- | --------------- | ----------------- | -------- | --------- |
| Atlético Madrid | 00:11           | FC Barcelona      | 0:5      | 0:6       |
| FC Extremadura  | 1:4             | Real Oviedo       | 0:2      | 1:2       |
| UE Lleida       | 0:3             | Real Sociedad     | 0:0      | 0:3       |
| Real Jaén       | 1:2             | FC Villarreal     | 1:0      | 0:2       |
| RCD Mallorca    | 2:3             | Real Madrid       | 2:0      | 0:3       |
| FC Sevilla      | 0:2             | FC Valencia       | 0:0      | 0:2       |
| Sporting Gijón  | 2:3             | Real Saragossa    | 1:0      | 1:3       |
| Real Valladolid | 2:2 (4:3 i. E.) | Albacete Balompié | 1:0      | 1:2       |

## Viertelfinale
Die Hinspiele wurden am 24. März, die Rückspiele am 13. und 14. April 1993 ausgetragen.
|                 | Gesamt |               | Hinspiel | Rückspiel |
| --------------- | ------ | ------------- | -------- | --------- |
| Real Madrid     | 5:4    | Real Sociedad | 4:0      | 1:4       |
| Real Valladolid | 1:6    | FC Barcelona  | 1:3      | 0:3       |
| FC Villarreal   | 1:8    | FC Valencia   | 1:2      | 0:6       |
| Real Saragossa  | 3:2    | Real Oviedo   | 1:1      | 2:1       |

## Halbfinale
Die Hinspiele wurden am 9. und 10. Juni, die Rückspiele am 16. und 17. Juni 1993 ausgetragen.
|             | Gesamt |                | Hinspiel | Rückspiel |
| ----------- | ------ | -------------- | -------- | --------- |
| Real Madrid | 3:2    | FC Barcelona   | 1:1      | 2:1       |
| FC Valencia | 3:4    | Real Saragossa | 1:1      | 2:3       |

## Finale
| Real Madrid                                       | Real Madrid | Real Saragossa | Real Saragossa |
| ------------------------------------------------- | --- | --- | -------------- |
| Real Madrid                                       | \| 26. Juni 1993 in Valencia (Estadio Luís Casanova) \| \| Ergebnis: 2:0 (1:0) \| \| Zuschauer: 42.000 \| \| Schiedsrichter: Joaquín Urío Velázquez \|                                                              | \| 26. Juni 1993 in Valencia (Estadio Luís Casanova) \| \| Ergebnis: 2:0 (1:0) \| \| Zuschauer: 42.000 \| \| Schiedsrichter: Joaquín Urío Velázquez \| | Real Saragossa |
| Real Madrid                                       | Francisco Buyo – Chendo (75. Luis Ramis), Nando, Manolo Sanchís , Mikel Lasa – Míchel, Fernando Hierro, Luis Milla, Francisco Villarroya – Emilio Butragueño, Alfonso (64. Juan Esnáider) Cheftrainer: Benito Floro | Andoni Cedrún – Jesús Solana, Narcís Julià (62. Íñigo Lizarralde), Xavier Aguado, Esteban Gutiérrez – Alberto Belsué, José Aurelio Gay, Jesús García Sanjuán, Gustavo Poyet – Moisés García (72. Jesús Seba), Francisco Higuera Cheftrainer: Víctor Fernández | Real Saragossa |
| Real Madrid                                       | 1:0 Emilio Butragueño (29.) 2:0 Mikel Lasa (78.) | | Real Saragossa |
| Real Madrid                                       | Nando (8.), Mikel Lasa (84.) | Xavier Aguado (5.), Gustavo Poyet (32.), Alberto Belsué (44.), Jesús Solana (74.), José Aurelio Gay (88.) | Real Saragossa |
| 26. Juni 1993 in Valencia (Estadio Luís Casanova) | | |                |
| Ergebnis: 2:0 (1:0)                               | | |                |
| Zuschauer: 42.000                                 | | |                |
| Schiedsrichter: Joaquín Urío Velázquez            | | |                |